# Свети Теодор (Кожани)
Свети Теодор (грч. Άγιοι Θεόδωροι, Ајии Теодори) је насељено место у општини Кожани у периферији Западна Македонија, Грчка. Према попису из 2021. године било је 5 становника.
Према бугарском географу и историчару, Василу Канчову, у Светом Теодору је 1900. године живело 78 Турака. Године 1923. турско становништво је принудно исељено у Турску а на њихово место су насељене грчке избегличке породице из Турске, којих је на попису из 1928. године било 48. Село се раније звало Окчилар.